# Yasudatyla yasudai
Yasudatyla yasudai är en mångfotingart som beskrevs av Shear och Tsurusaki 1995. Yasudatyla yasudai ingår i släktet Yasudatyla och familjen Conotylidae. Inga underarter finns listade i Catalogue of Life.